# Ruda Staświny
Ruda Staświny – zlikwidowana stacja kolejowa w Rudej na linii kolejowej Giżycko – Orzysz, w powiecie giżyckim, w województwie warmińsko-mazurskim, w Polsce.